# Adalbero I van Metz
Adalbero I van Metz (ook: Adalbero van Bar of Adalbero van de Ardennen) (tussen 910 en 915 – Sint-Truiden, 26 april 962) was bisschop van Metz van 929 tot 954.

## Levensloop
Adalbero was de zoon van paltsgraaf Wigerik van Lotharingen en van Kunigunde van de Ardennen en was de broer van Siegfried I van Luxemburg. In 929 werd hij omwille van zijn adellijke afkomst unaniem verkozen tot bisschop van Metz.
Hij deed de abdijen, die afhingen van het bisdom en die in verval waren, terug heropleven. Hiervoor kreeg hij de bijnaam vader van de monniken. Adalbero liet de vervallen gebouwen herstellen en breidde de bezittingen van de abdijen verder uit. In 933 was hij de drijvende kracht achter de heropleving van de abdij van Gorze en in 944 zette hij zich in voor de heropleving van de abdij van Sint-Truiden die eveneens afhing van het bisdom Metz.
Adalbero werd abt van deze laatste abdij en hij bleef dit tot aan zijn dood. Hij probeerde zo veel mogelijk zijn tijd te verdelen tussen het bisdom Metz en de abdij van Sint-Truiden. Adalbero werd in 954 door hertog Koenraad de Rode ontheven van zijn taak als bisschop waarna hij in Sint-Truiden verbleef tot aan zijn dood in 962.
Na zijn dood werd zijn lichaam eerst naar de abdij van Gorze gebracht en daarna naar de Sint-Arnoldusabdij in Metz waar een grote verering ontstond. In 968 gaf keizer Otto I de Grote een charter uit waarin Adalbero de titel sanctissimus kreeg.
Adalbero werd algemeen beschouwd als een van de beste prelaten van zijn tijd. Hij had speciale aandacht voor de opvoeding van de jeugd. Zelf zorgde hij voor de opleiding van zijn neef Adalbero van Reims die later aartsbisschop van Reims werd.
- Gemeinsame Normdatei: 104213884
- Virtual International Authority File: 64438774